# Родные (фильм, 2021)
«Родны́е» — российский комедийно-драматический роуд-муви режиссёра Ильи Аксёнова. В России фильм вышел в широкий прокат 11 февраля 2021 года. Телевизионная премьера состоялась 15 июня 2021 года на телеканале «ТНТ».

## Синопсис
Однажды вечером отец семейства сообщает, что у него опухоль мозга, и жить ему осталось от силы год, поэтому он желает исполнить мечту всей своей жизни: отправиться с родными на Грушинский фестиваль и выступить там со своей песней. Семье приходится поехать в путешествие через всю Россию. В пути их ждут приключения, различные испытания, проверка отношений на прочность и важная встреча, которую отец ждал 20 лет.

## В ролях
| Актёр                      | Роль                            |
| -------------------------- | ------------------------------- |
| Сергей Бурунов             | Павел Карнаухов отец            |
| Ирина Пегова               | Наталья Карнаухова мать         |
| Сергей Шакуров             | Михаил Моисеевич Карнаухов дед  |
| Семён Трескунов            | Саша Карнаухов сын              |
| Лиза Монеточка             | Настя Карнаухова дочь           |
| Никита Павленко            | Борис Карнаухов (Боб) сын       |
| Катерина Беккер            | Соня жена Саши                  |
| Анна Уколова               | Савостина                       |
| Павел Ворожцов             | инвалид                         |
| Дмитрий Русаков            | продавец в музыкальном магазине |
| Элеонора Ильченко          | тётя Зоя                        |
| Лариса Крупина             | тётя Маша                       |
| Андрей Григорьев-Апполонов | камео                           |
| Олег Митяев                | камео                           |
| Борис Кейльман             | камео                           |

## Производство и прокат
Съёмки фильма начались в июле 2020 года и закончились в середине октября.
Трейлер фильма вышел 10 декабря того же года.
В первоначальном монтаже фильма главный герой умирал в финале, но фокус-группа в декабре 2020 года показала, что эта концовка не совпадает с ожиданиями зрителей. Сцену в больнице, вошедшую в прокатный монтаж, сняли за 1 съёмочный день в январе 2021 года. При этом одну из фраз героя Семёна Трескунова решили переснять ещё раз, уже после окончания пересъёмки.
8 февраля 2021 года состоялась премьера фильма в московском кинотеатре «Октябрь». В широкий прокат фильм вышел 11 февраля 2021 года.

## Саундтрек
- «Любэ» — «А река течёт»
- «Ласковый май» — «Белые розы»
- Монеточка — «Украинский вопрос», «Праздник контрнасилия», «Папка мамку утопил», «Белые розы» (совместно с Сергеем Буруновым)
- «Иванушки International» — «Тополиный пух»
- «Наутилус Помпилиус» — «Гудбай, Америка»
- Zivert — «Credo»
- Шарлот — «Щека на щеку»
- «Кар-Мэн» — «Лондон, Гудбай!»
- Олег Митяев — «Остров», «Как здорово!»
- Юрий Лоза — «Плот»
- «Крематорий» — «Катманду»

## Отзывы
Фильм получил разные отзывы зрителей и критиков.